# Mediostoma variabile
Espèce
Mediostoma variabile est une espèce d'opilions dyspnois de la famille des Nemastomatidae.

## Distribution
Cette espèce se rencontre en Iran dans les provinces d'Azerbaïdjan oriental, du Guilan et du Mazandéran, en Azerbaïdjan et en Russie au Daghestan.

## Description
Les mâles mesurent de 1,65 à 1,9 mm et les femelles de 2,1 à 2,3 mm.

## Systématique et taxinomie
Cette espèce a été décrite par Martens en 2006.

## Publication originale
- Martens, 2006 : « Weberknechte aus dem Kaukasus (Arachnida, Opiliones, Nemastomatidae). » Senckenbergiana Biologica, vol. 86, p. 145–210.